# Wuppertalsperre
Die Wuppertalsperre liegt im Städtedreieck Remscheid, Radevormwald und Hückeswagen. Sie ist eine Brauchwassertalsperre. Sie dient der Niedrigwasseraufhöhung, dem Hochwasserschutz der Wupper und der Wasserkrafterzeugung.

## Geschichte und allgemeine Fakten
Die grundlegenden Planungsarbeiten wurden 1957 abgeschlossen. 1962 begannen die vorbereitenden Arbeiten wie die Verlegung von Straßen und einer Trinkwasserleitung. Der Bau des Hauptdammes erfolgte von 1982 bis 1987. Die Inbetriebnahme bzw. Fertigstellung der Talsperre fand 1989 statt. Das Absperrbauwerk, der 320 m lange und 40 m hohe Damm der Talsperre, besteht aus einer Steinschüttung mit Asphaltbetoninnendichtung. Das maximale Stauvolumen der Talsperre beträgt 25,9 Mio. m³ bei einem jährlichen Zufluss von etwa 138 Mio. m³. Für die Talsperre wurden 440 Hektar Land angekauft. Die Gesamtkosten der Talsperre betrugen nach damaligem Stand 235 Mio. Mark.
Es gibt insgesamt fünf Vorsperren der Wupper-Talsperre:
- Wupper-Vorsperre
- Wiebach-Vorsperre
- Dörpe-Vorsperre
- Feldbach-Vorsperre
- Lenneper Bach-Vorsperre

Weitere Zuflüsse in die Wuppertalsperre sind:
- Kretzer Bach

## Versunkene Ortschaften, Industrieanlagen und Sehenswürdigkeiten
Die Wupperbrücke in Kräwinklerbrücke ist die älteste noch erhaltene – aber versunkene – Brücke über die Wupper. Sie wurde „wenige Jahrzehnte“ vor der 1775 fertiggestellten Wupperbrücke in Barmen-Heckinghausen errichtet.
Vor dem Bau der Talsperre in den Jahren 1982–1987 wurden folgende Ortschaften bzw. Anlagen abgerissen und schließlich vom aufgestauten Wasser überspült:
- Carolinengrube
- Cöens Mühle
- Dörpe (mit Jung-Stilling-Haus)
  - Stahlwerk Enneper in Dörpe
- Hammersteinsöge
  - Alte Filzfabrik
  - Hof Hammerstein (alter Adelssitz, nicht zu verwechseln mit Haus Hammerstein, das es heute als einziges Gebäude noch gibt)
- Kapelle Maria zur Mühlen (Kräwinklerbrücke)
- Kräwinklerbrücke (große Teile der Ortschaft)
- Krebsöge (Teile der Ortschaft, war ein Eisenbahnknotenpunkt)
- Stahlwerk Urbach & Co. (Kräwinklerbrücke)
- Nieder- und Oberkretze
  - Hummeltenberger Mühle
  - Löbbeckes Mühle
- Oege
- Wiebachtal (siehe auch Wiebach und Wiebach-Vorsperre)
  - Himmelswiese (Ausflugsziel)
  - Hütte der Naturfreunde, später SGV-Heim
  - Mondstein (Schrittsteine, die Grundlage einer bergischen Sage waren)

Im Zuge des Talsperrenbaus wurde 1980 die Bahnstrecke Wuppertal – Radevormwald – Brügge (Wuppertal-Bahn, Streckennummer 2704) zwischen Wilhelmstal und Radevormwald stillgelegt. Der Bahnhof Krebsöge (Strecken Remscheid-Lennep – Krebsöge und Wuppertal – Brügge) befand sich an der Stelle des Dammes. Der Bahnhof Kräwinklerbrücke wurde, wie auch die gesamten Bahnanlagen im Staubereich, abgerissen.

## Freizeit

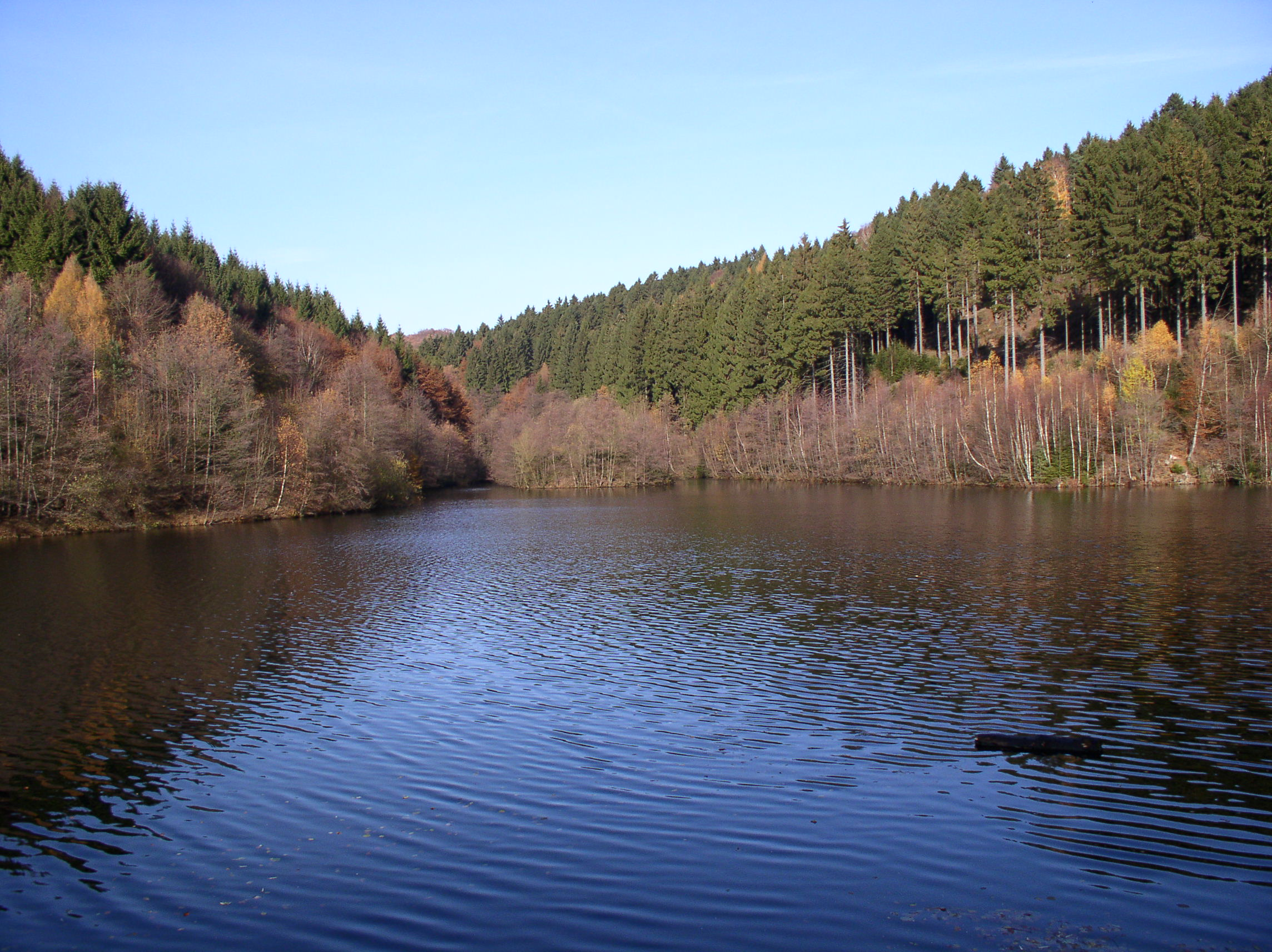
Die Wiebach-Vorsperre

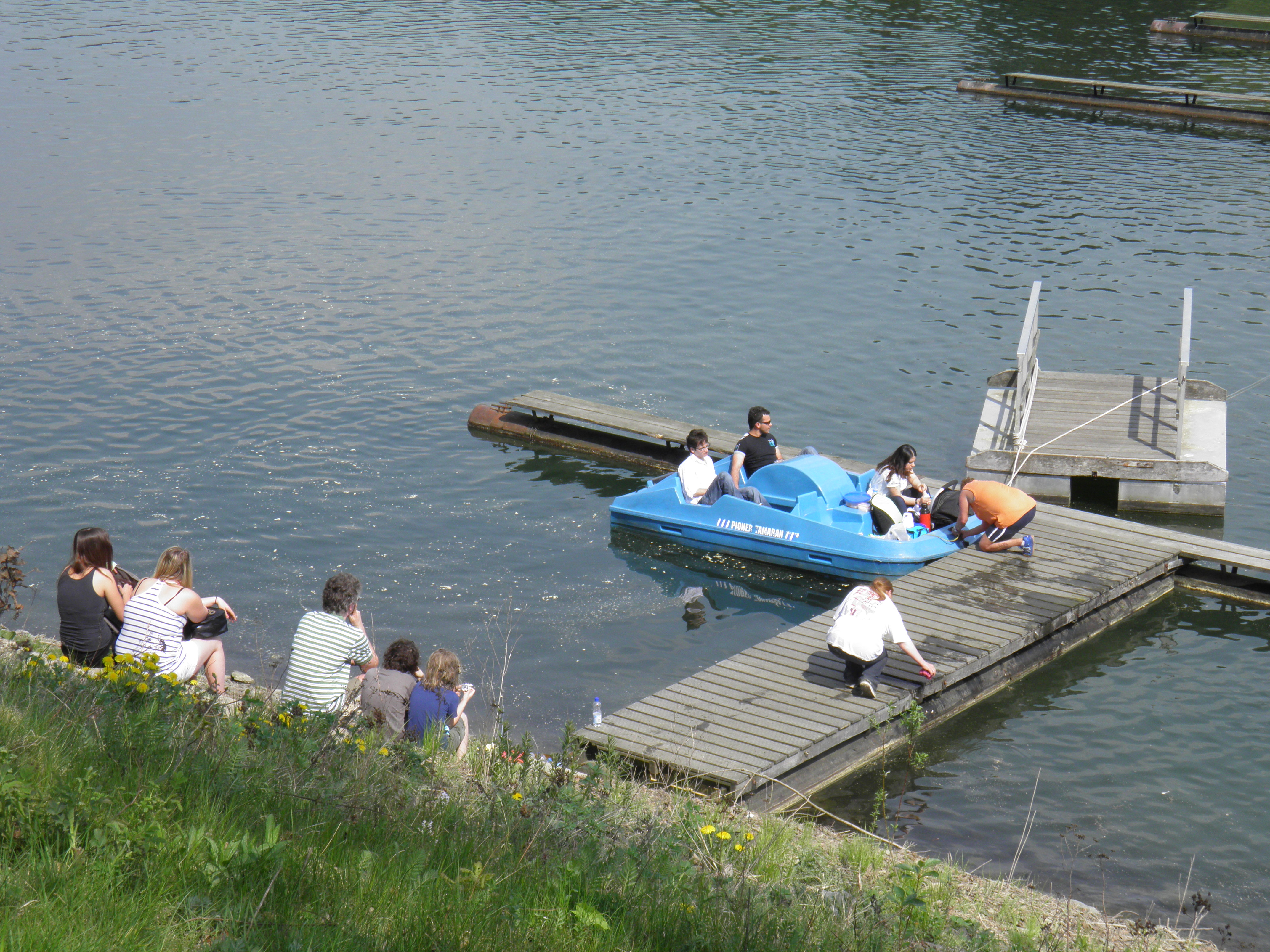
Bootshafen in Kräwinklerbrücke

Die Wuppertalsperre ist mit ihren Möglichkeiten zur Freizeitgestaltung ein Anziehungspunkt für Besucher aus der gesamten Region. Zum Freizeitangebot zählen zahlreiche Wander- und Radwanderwege, Rastplätze, Ferienhaussiedlungen und ein Bootshafen für Segel- und Ruderboote.
An der Wuppertalsperre liegt die mittelalterliche Ringwallanlage Am Bilstein. Das Bodendenkmal ist über eine Abzweigung vom Wanderweg A 7 zu erreichen.

### Tauchen

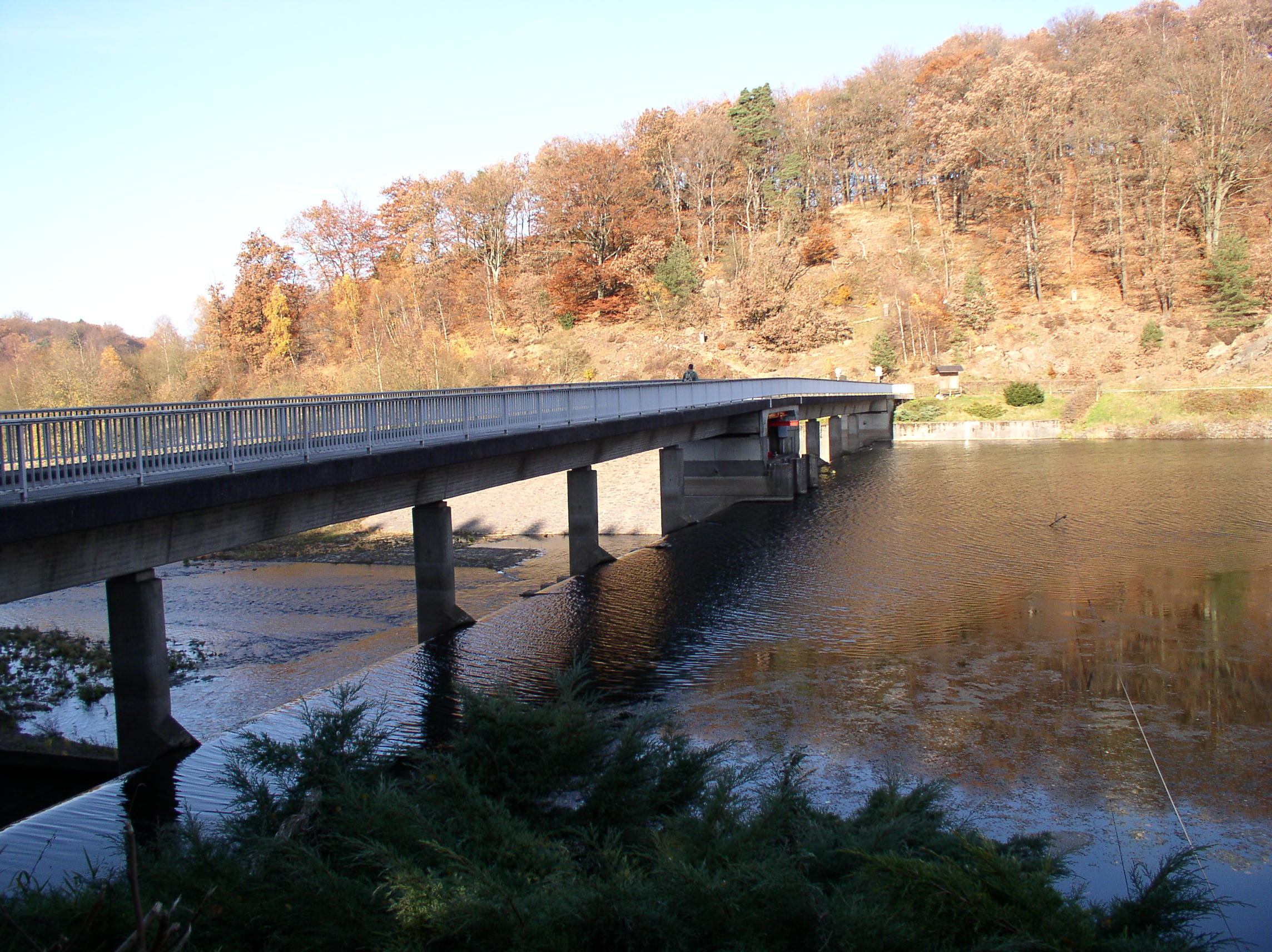
Sperrwerk der Wupper-Vorsperre

Obwohl nicht ungefährlich für Hobby-Taucher ist die Wuppertalsperre zwischen Radevormwald, Remscheid und Hückeswagen zu einem Dorado für Sporttaucher geworden.
15 Jahre lang, von 1995 bis 2010, lagen die Rechte für die wassersportliche Nutzung der Wuppertalsperre in der Hand der Wassersport und Freizeitanlage Kräwinklerbrücke GmbH.
2010, nach einem langen Rechtsstreit mit der Gesellschaft und der Stadt Remscheid, gingen die Rechte an die GABE gGmbH über; einer gemeinnützigen Gesellschaft, die es sich zur Aufgabe gemacht hat, Jugendliche und (Langzeit-)Arbeitslose zu beschäftigen, zu qualifizieren und auszubilden, um deren Chancen auf dem Arbeitsmarkt zu verbessern.
Sehenswürdigkeiten (unter Wasser):
- Vollerhaltenes Viadukt mit drei durchtauchbaren Brückenbögen
- Holzwehr
- Verschütteter Brückenbogen
- Bruchsteinmauer-Einfassung der Brücke
- Fabrikfassade
- Felswände